# Holsingerius samacos
Holsingerius samacos är en kräftdjursart som först beskrevs av John R. Holsinger 1980.  Holsingerius samacos ingår i släktet Holsingerius och familjen Hadziidae. Inga underarter finns listade i Catalogue of Life.